# Klasse van berkenbroekbossen
De klasse van berkenbroekbossen (Vaccinio-Betuletea pubescentis) is een klasse van syntaxa die ombrotrafente, open, lage bosgemeenschappen omvat die voorkomen op natte, venige standplaatsen waar uitsluitend zuur en oligotroof beschikbaar is.

## Naamgeving en codering
- Syntaxoncode voor Nederland (rVvN): r43

De wetenschappelijke naam Vaccinio-Betuletea pubescentis is afgeleid van de botanische namen van enkele belangrijke plantentaxa binnen deze klasse, de bosbessen (Vaccinium sp.) en de dominante kensoort, de zachte berk (Betula pubescens).

## Fysiognomie
Deze klasse wordt in de Lage Landen gekenmerkt door een zeer open en laagblijvende bosvegetatie met een vrij karige boom- en de struiklaag. Vooral de zachte berk is in deze klasse een steeds terugkomende soort, soms zelfs de enige boom die zich in dergelijk milieu kan handhaven.
In de kruidlaag zijn ofwel dwergstruiken met vooral soorten uit de heidefamilie dominant, ofwel grassen als het pijpenstrootje en andere grasachtige planten.
In de moslaag spelen veenmossoorten een zeer belangrijke rol.

## Ecologie
De klasse van berkenbroekbossen omvat plantengemeenschappen van natte, venige standplaatsen waar uitsluitend zuur en oligotroof water beschikbaar is, vooral afkomstig van neerslag.
Berkenbroekbossen ontstaan spontaan aan de randen van hoogveenvegetatie en vormen de overgang naar drogere bosvegetatie. In het hoogveen vormen ze een indicator voor verdroging en verruiging van het veen.
In laagveengebieden vindt men berkenbroekbossen op de oevers en op kraggen van diepe laagveenplassen. Ze vormen daar het eindstadium van de natuurlijke successie.

## Onderliggende syntaxa in Nederland en Vlaanderen
De klasse van berkenbroekbossen wordt in Nederland en Vlaanderen vertegenwoordigd door maar één orde met één verbond. In totaal kent de klasse in Nederland Vlaanderen twee associaties, één derivaatgemeenschap en één rompgemeenschap.
- - orde van berkenbroekbossen (Vaccinio-Betuletalia pubescentis)
    - verbond van berkenbroekbossen (Betulion pubescentis)
      - dophei-berkenbroek (Erico-Betuletum pubescentis)
      - zompzegge-berkenbroek (Carici curtae-Betuletum pubescentis)

- derivaatgemeenschap met zwarte appelbes (DG Aronia ×prunifolia-[Betulion pubescentis])
- rompgemeenschap met wilde gagel (RG Myrica gale-[Betulion pubescentis])
- rompgemeenschap met pijpenstrootje (RG Molinia caerulea-[Betulion pubescentis])
- rompgemeenschap met geplooide stokbraam (RG Rubus plicatus-[Betulion pubescentis/Quercion roboris])

## Diagnostische taxa voor Nederland en Vlaanderen

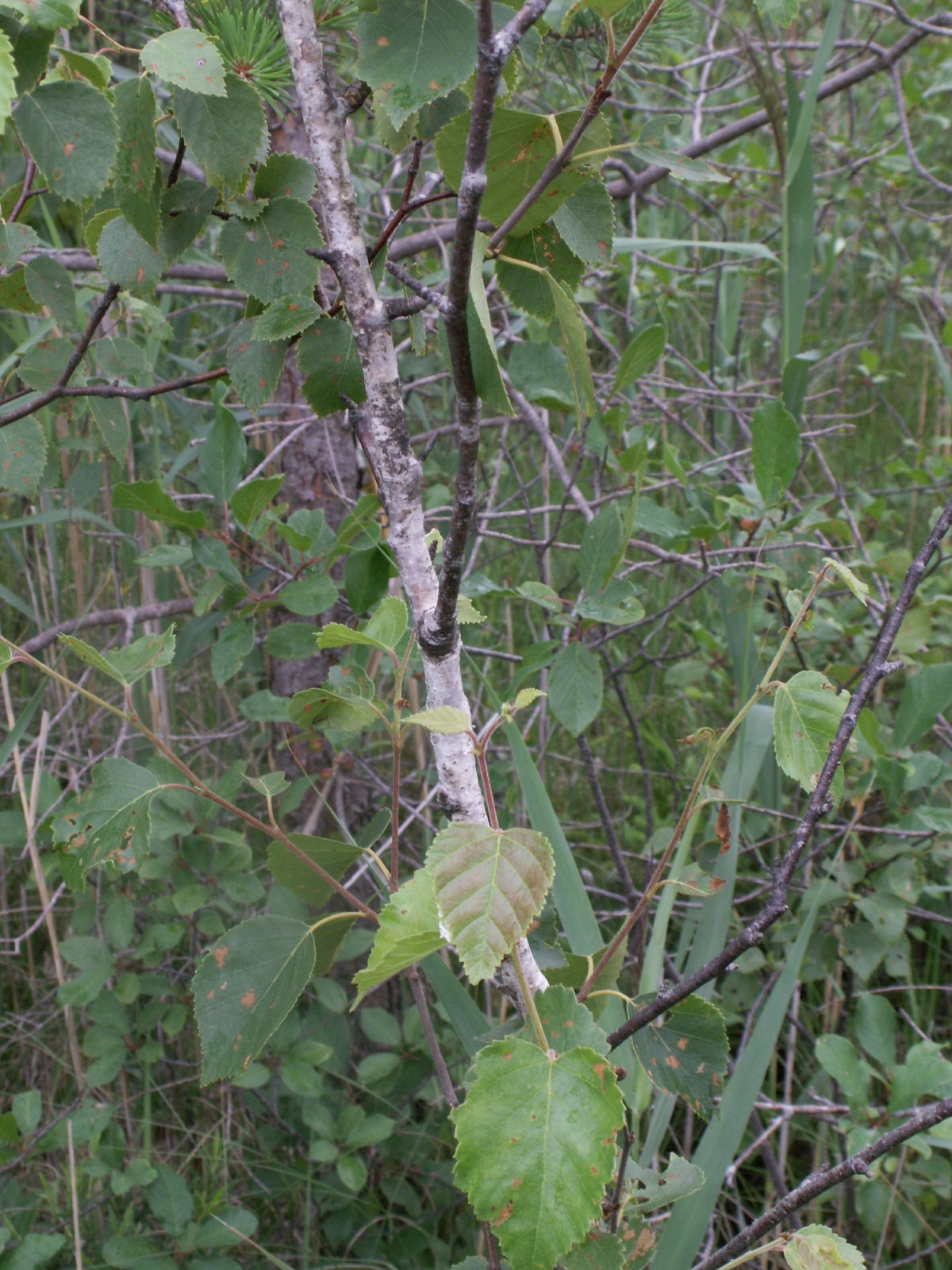
Zachte berk

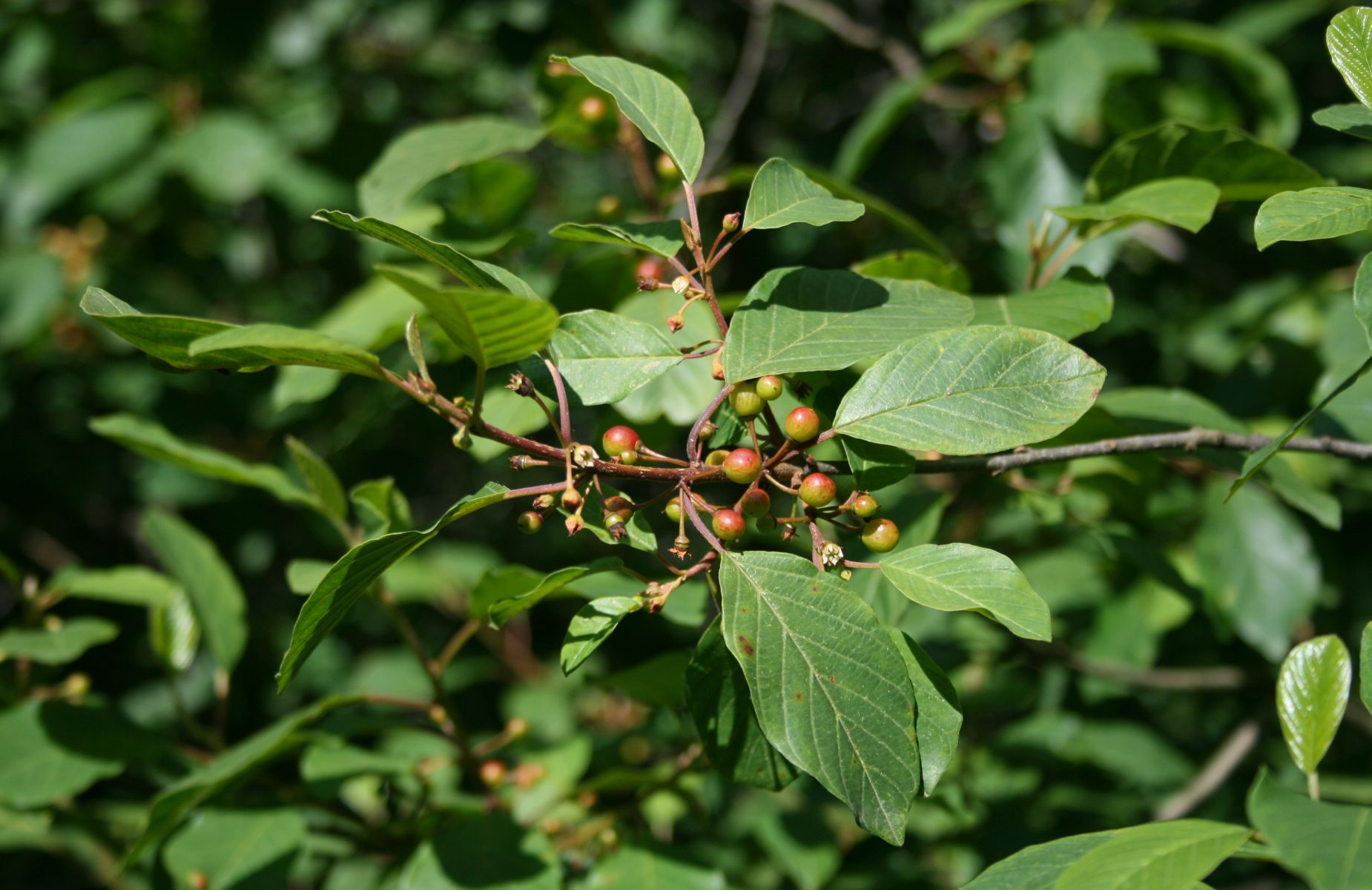
Sporkehout

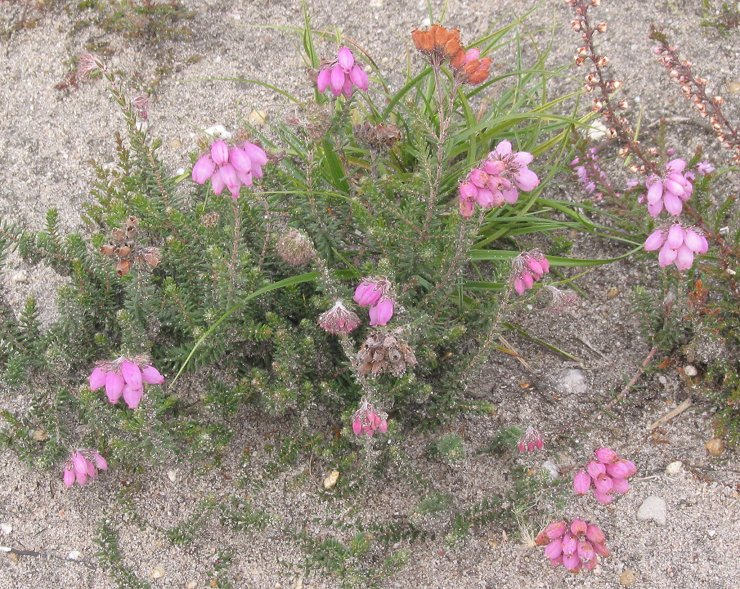
Gewone dophei

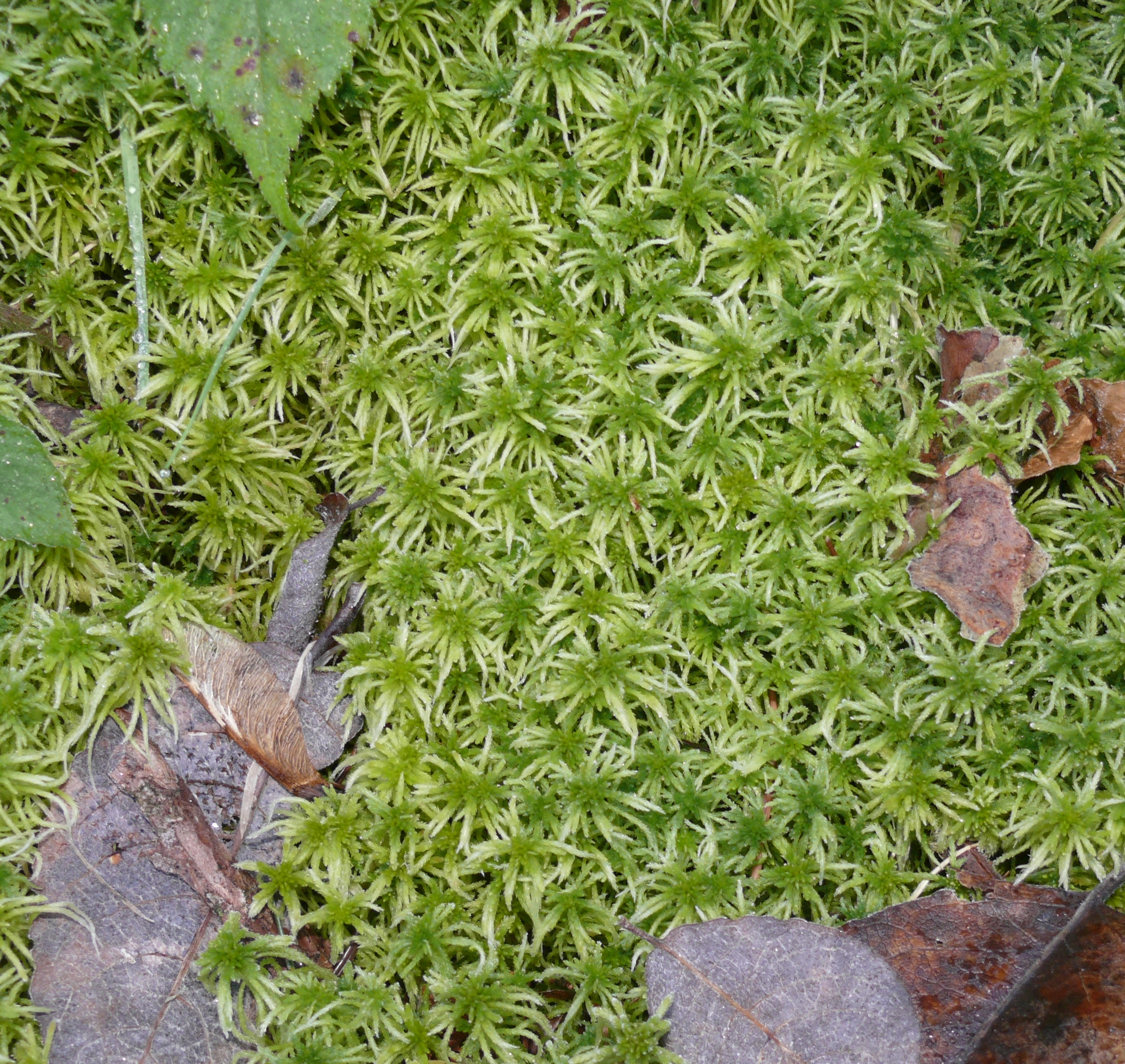
Gerafeld veenmos

In de onderstaande synoptische tabel staan de belangrijkste kensoorten en begeleidende soorten voor de klasse van berkenbroekbossen in Nederland en Vlaanderen.
Boomlaag
| Kentaxon | Presentie | Triviale naam | Botanische naam  |
| -------- | --------- | ------------- | ---------------- |
| kK       | 100%      | zachte berk   | Betula pubescens |
|          | > 40%     | zomereik      | Quercus robur    |
|          | 0% > 40%  | grove den     | Pinus sylvestris |

Struiklaag
| Kentaxon | Presentie | Triviale naam    | Botanische naam  |
| -------- | --------- | ---------------- | ---------------- |
|          | > 50%     | sporkehout       | Frangula alnus   |
|          | > 30%     | wilde lijsterbes | Sorbus aucuparia |

Kruidlaag
| Kentaxon | Presentie | Triviale naam  | Botanische naam     |
| -------- | --------- | -------------- | ------------------- |
|          | 0% > 80%  | gewone dophei  | Erica tetralix      |
|          | 0% > 30%  | blauwe bosbes  | Vaccinium myrtillus |
|          | 40% > 90% | pijpenstrootje | Molinia caerulea    |

Moslaag
| Kentaxon | Presentie | Triviale naam    | Botanische naam       |
| -------- | --------- | ---------------- | --------------------- |
| kK       | < 10%     | gerafeld veenmos | Sphagnum girgensohnii |

## Fauna
Vegetatie van de klasse van berkenbroekbossen vormt een belangrijk habitat voor vogels als houtsnip en matkop. Doorgaans zijn berkenbroekbossen rijk aan muggen.

## Fotogalerij

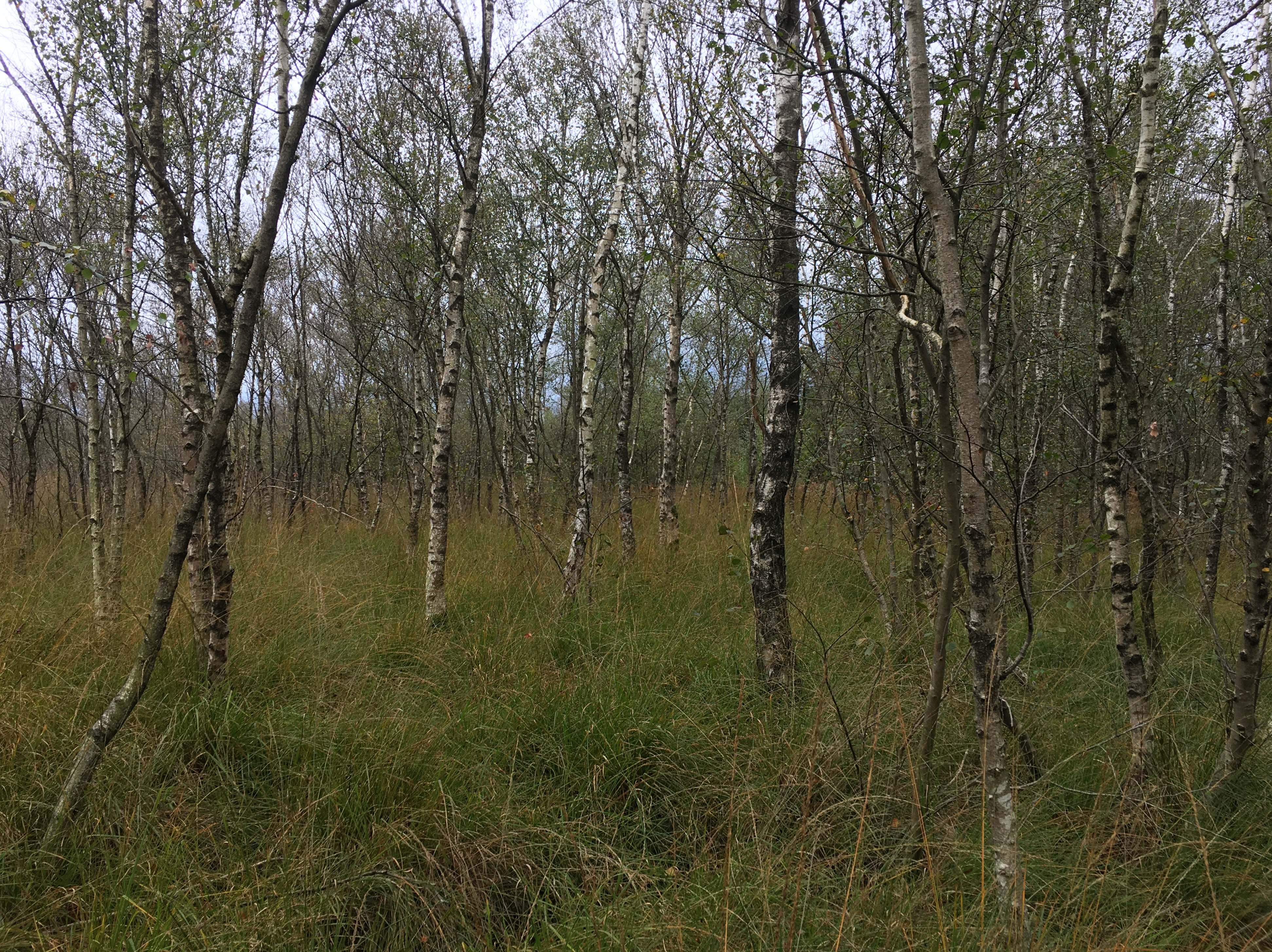
Een rompgemeenschap met pijpenstrootje